# BK Camelopardalis
Désignations
BK Camelopardalis (en abrégé BK Cam), également désignée HD 20336, est une étoile variable de cinquième magnitude de la constellation boréale de la Girafe, située à la limite avec celle de Cassiopée. D'après la mesure de sa parallaxe annuelle par le satellite Hipparcos, l'étoile est distante d'approximativement ∼ 760 a.l. (∼ 233 pc) de la Terre. C'est un membre proposé du groupe mouvant d'étoiles Cassiopée–Taureau.

## Propriétés
BK Camelopardalis est une étoile Be sur la séquence principale de type spectral B2,5 Vne, avec le suffixe « n » qui indique des raies « nébuleuses » (larges) en raison de sa rotation rapide. La présente de raies en émission dans son spectre est connue depuis au moins 1895. Des spectrogrammes de l'étoile ont été pris depuis 1905, fournissant une longue histoire de ses cycles de variation. Sa magnitude apparente varie entre 4,76 et 4,90.
BK Camelopardalis est âgée d'environ 32 millions d'années et elle est 7,5 fois plus massive que le Soleil. Elle tourne rapidement sur elle-même, à une vitesse de rotation projetée de 328 km/s. Le rayon de l'étoile est quatre fois plus grand que le rayon solaire, elle est environ 1 080 fois plus lumineuse que le Soleil et sa température de surface est de 18 720 K.
BK Camelopardalis se trouve au centre d'une structure circulaire en forme de disque d'une dimension de 1,4°, qui pourrait être une « structure magnétique en forme d'entonnoir » qui émet dans les ondes radio. L'hydrogène neutre qui est situé le long de la trajectoire de l'étoile apparaît être sous-abondant, ce qui pourrait être le résultat du rayonnement ionisant qu'elle émet. Deux compagnons stellaires ont été résolus à proximité de BK Camelopardalis. Le premier, désigné Ab, est séparé d'environ 0,13 seconde d'arc. S'il est physiquement associé à l'étoile, il aurait une période orbitale de plusieurs décades. Le second compagnon, désigné B, est probablement optique, c'est-à-dire que sa proximité apparente avec BK Camelopardalis n'est qu'une coïncidence.

## Astronomie chinoise
En astronomie chinoise traditionnelle, BK Camelopardalis fait partie de l'astérisme de Zǐ Wēi Yòu Yuán (en chinois 紫微右垣), représentant le « mur droit du Palais pourpre interdit ». Cet astérisme comprend également α Draconis, κ Draconis, λ Draconis, 24 Ursae Majoris, 43 Camelopardalis et α Camelopardalis.